# Église Saint-Adalbert (Kaliningrad)
L'église Saint-Adalbert est une ancienne église catholique de briques de Königsberg, aujourd'hui Kaliningrad, dans l'oblast de Kaliningrad en Russie.

## Histoire

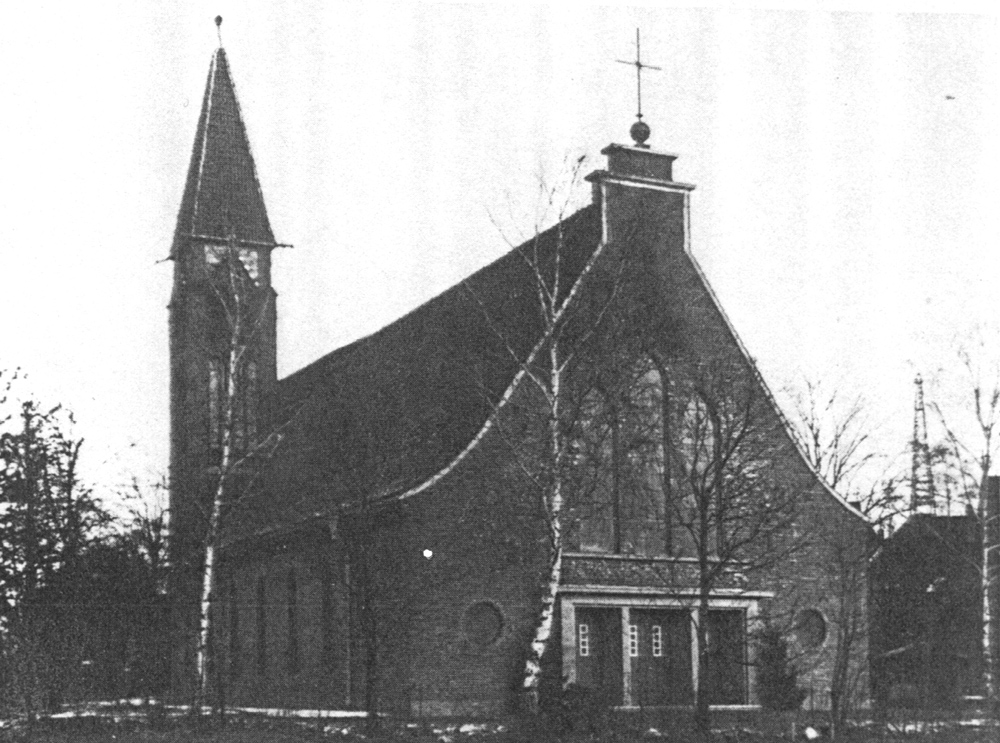
L'église Saint-Adalbert en 1932

L'église est construite par Friedrich Heitmann (de) dans un style néo-gothique en 1904, à l'époque où la ville appartenait à la province de Prusse-Orientale, aujourd'hui disparue. L'église, vouée à saint Adalbert de Prague martyr du Xe siècle, est agrandie en 1932. Elle est située dans l'ancien quartier d'Amalienau, alors nouveau quartier de lotissements résidentiels.
Contrairement au reste de la ville, l'église ne subit que de légers dommages à la fin de la guerre. Elle est transformée en atelier et une partie de la nef est démolie. Aujourd'hui, elle est divisée en trois, avec une partie servant d'administration et une autre d'observatoire de la ionosphère (correspondant au clocher et au chœur).

## Galerie

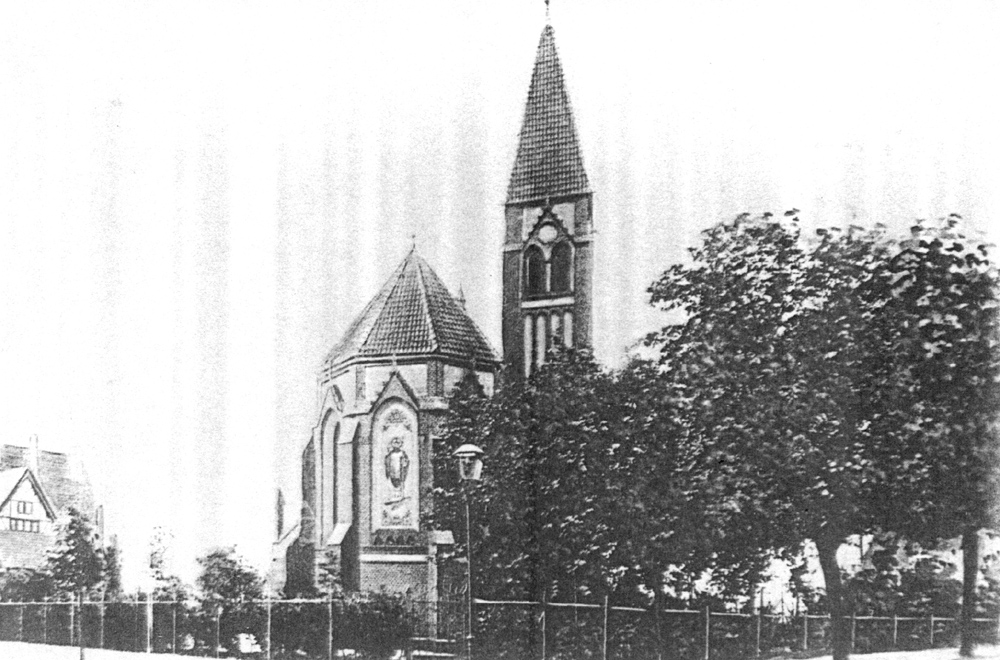
Église Saint-Adalbert en 1904
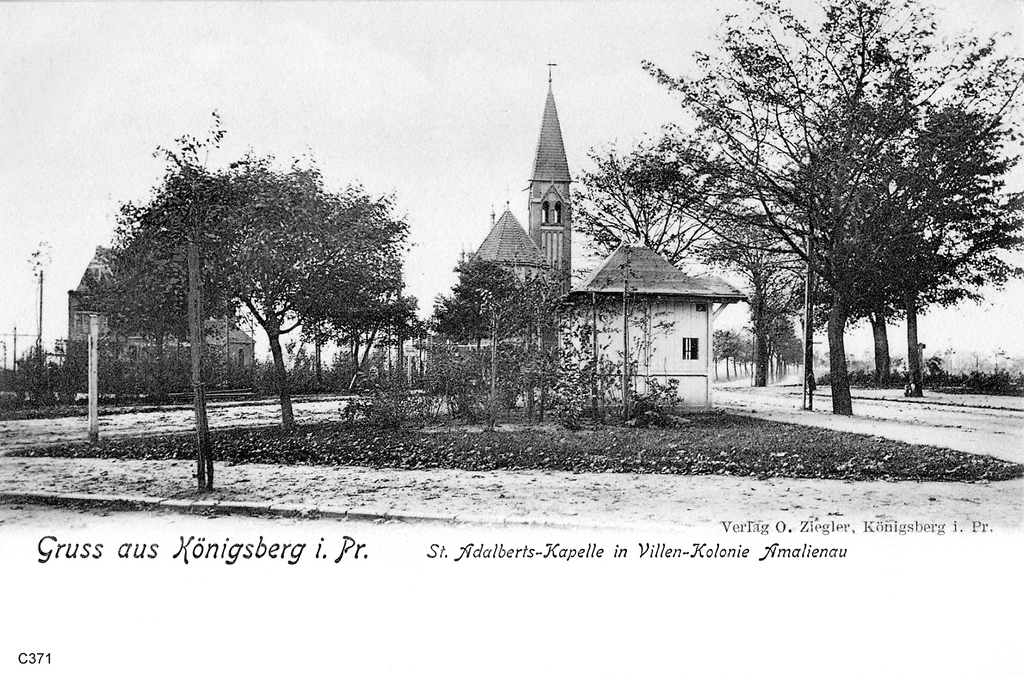
l'église en 1908
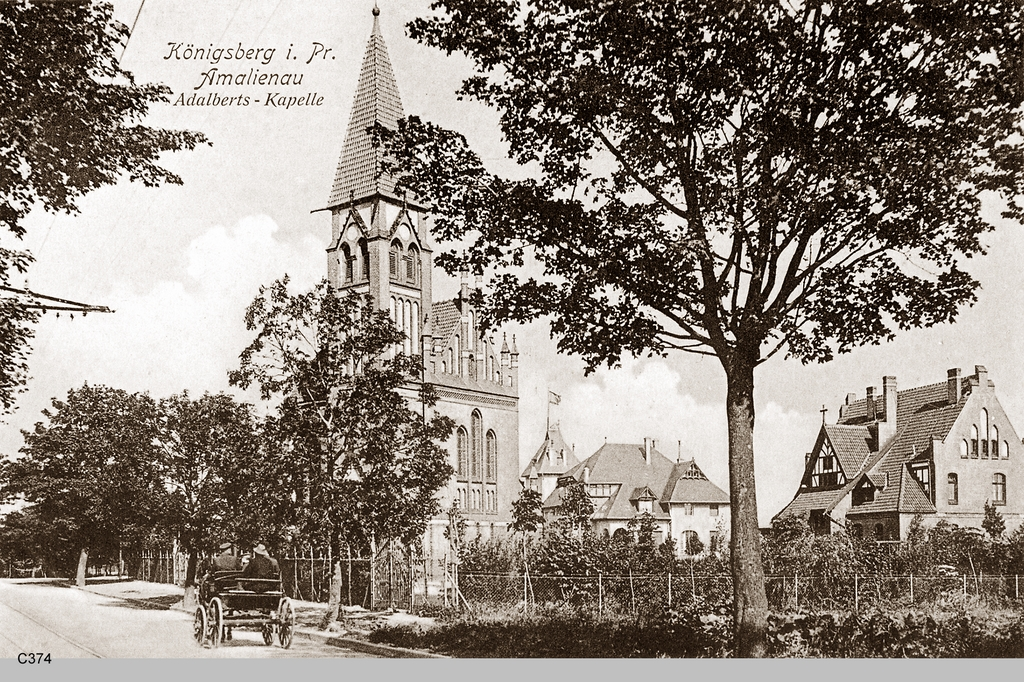
l'église en 1908
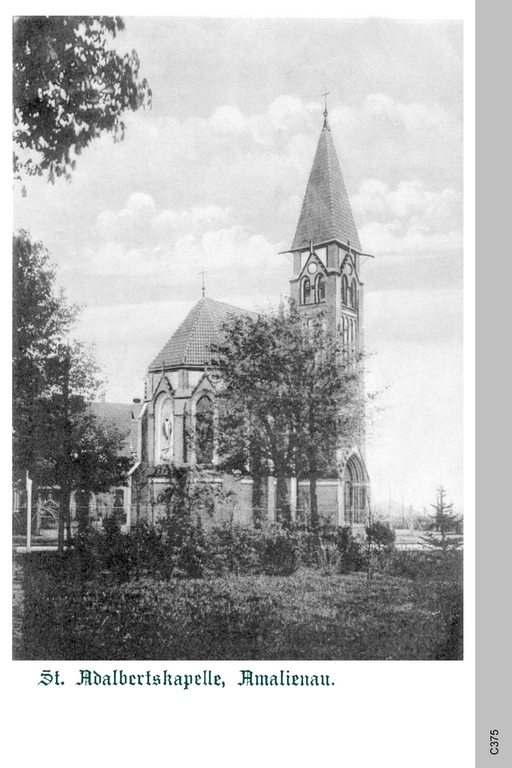
Église Saint-Adalbert en 1908
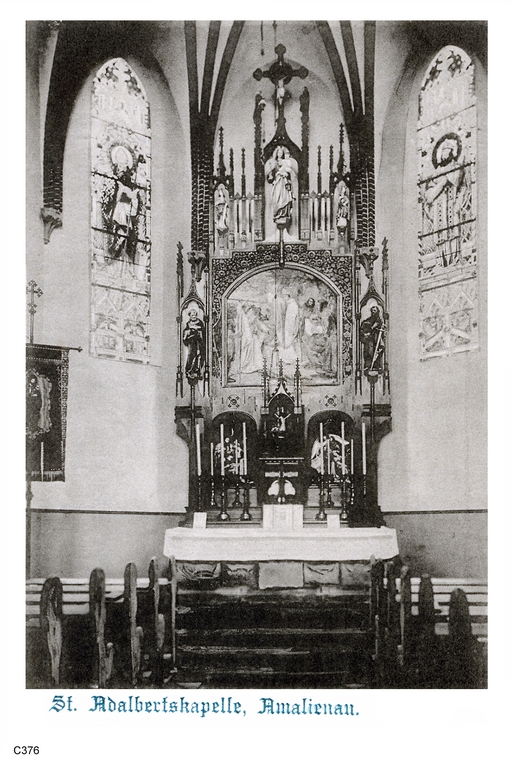
Intérieur de l'église en 1908